# 島村洋二郎
島村 洋二郎（しまむら ようじろう、1916年4月21日 - 1953年7月29日）は、日本の画家。
戦後、クレパス画で作品を描いた。長い間忘却されていたが、現代画廊の洲之内徹に見いだされた。

## 生涯
東京市牛込区中町（現・東京都新宿区）に島村忠次郎、小千代の二男として生まれる。祖父は貴族院勅選議員や錦鶏間祗候などを務めた仁尾惟茂。東京府立第四中学校（現在の東京都立戸山高等学校）に進学し、在学中は同人誌『路』を友人たちと作成した。中学2年生の時には箏楽家の宮城道雄が隣家に転居した。
1935年に浦和高等学校に入学するも、同年秋には、画家を目指して退学した。1936年頃より里見勝蔵に師事する。日本の古い文化に学ぶことを教示され、京都、奈良へ赴く。奈良の小川晴暘の写真館飛鳥園で仏像写真を購入し、帰宅後自室にて写真展を開く。第10回新構造社展に「少女A]を出品する。 1938年、第15回白日会展に「少女B」を出品、入選する。また、小島信夫・淺川淳・岡本謙次郎・宇佐見英治・加藤周一・矢内原伊作などによる同人誌『崖』の表紙やカットを描き、仲間と交流した。
1941年に東京の国際文化振興会に勤務する。 長野県飯田出身の林幸（こう）と結婚。 11月14日 - 16日に飯田の文星堂ホールにて、初の個展を開く。しばらく飯田に在住。 絵を見に来た青年をモデルに「北澤武像」を描いた。
1943年に岐阜県関工業学校（現・関市立関商工高等学校）で美術を教える。
1944年に従軍画家として中支軍嘱託となり大陸に渡る。
1945年に肺結核のため帰国。岐阜の空襲で家財道具など消失。家族を伴い飯田市に疎開。同市で群青画廊（現・犬塚画廊）を開き、同画廊で個展を開く他、自作を常陳した。また、洋二郎、久保田正文、井上是清が中心となり、日夏聡之介、岸田国士を顧問に「自由文化振興会」を興し、彼はその絵画講座・レコード鑑賞会を担当した。
1947年に飯田の大火で借家と画廊を消失する。神奈川県逗子市に転居し、横須賀市立第三高女（現・神奈川県立逗子高等学校）で美術を教える。岩崎巴人の勧めにより、同氏および四方田草炎、根本進、相沢一郎、詩人の高橋新吉らとともに、「筵上会」展（資生堂）に出品する。岡本謙次郎著『運慶論』を装丁する。林幸と離婚。
1948年に前記横須賀第三高女の教え子田澤君子と結婚し、西荻窪に移る。スチヴンスン著上田義雄訳『童謡の花園』（新月社刊）の全頁に挿絵を描き、また同書を装丁する。
1949年に自由美術に出品、入選。
1950年に第2回読売アンデパンダン展に「幻想的風景」「自画像」を出品。阿佐ヶ谷駅前露店および荻窪駅前店で花屋を開業する。過労のため肺結核が悪化し、青砥の慈恵医大付属病院に入院。入院中大学ノートに詩を綴り、ペン画を描く。二男鉄を乳児院に預ける。
1951年3月に前記病院を退院。その前日妻君子が出奔。豊倉康夫・正美兄弟を知り、前者から診断を受ける。大森馬込に移る。この頃最も貧窮する。初夏、箱根小涌谷の社会哲学研究所・草場方にて職員兼食客となったが所長と折合わず、まもなく帰京。6月、家財道具、画材まで売り払い、京都・大阪・芦屋・徳島など知人を頼って放浪ののち帰京。大田区馬込高木宅に下宿。
1952年自由美術展に出品、落選する。第4回読売アンデパンダン展に「自画像」「少女像」を出品。岐阜より前夫人と子どもを呼び寄せるが短期の同居に終わる。10月下宿にて三度喀血し、品川区荏原町のS医院に入院。
1953年入院患者の待遇改善の話し合いが上手く行かず、院長と口論の末退院。以後、居所定まらず。7月10日～20日まで新宿の喫茶ヴェルテルでクレパス画展。最終日喀血。7月29日、絶息。37歳。